# 鐘 (ラフマニノフ)
合唱交響曲『鐘』（かね、ロシア語: Колокола、カラコーラ）作品35は、ロシアの作曲家セルゲイ・ラフマニノフの1913年の作品である。テクストはエドガー・アラン・ポーの詩をロシア象徴主義の詩人、コンスタンチン・バリモントがロシア語に訳したものに基づいている。ローマ滞在中に作曲され、ウィレム・メンゲルベルクとアムステルダム・コンセルトヘボウ管弦楽団に献呈された。
なお、嬰ハ短調の前奏曲もしばしば「鐘」のニックネームで呼ばれることがあるが、本作とは全く別の作品である。

## 作曲の経緯

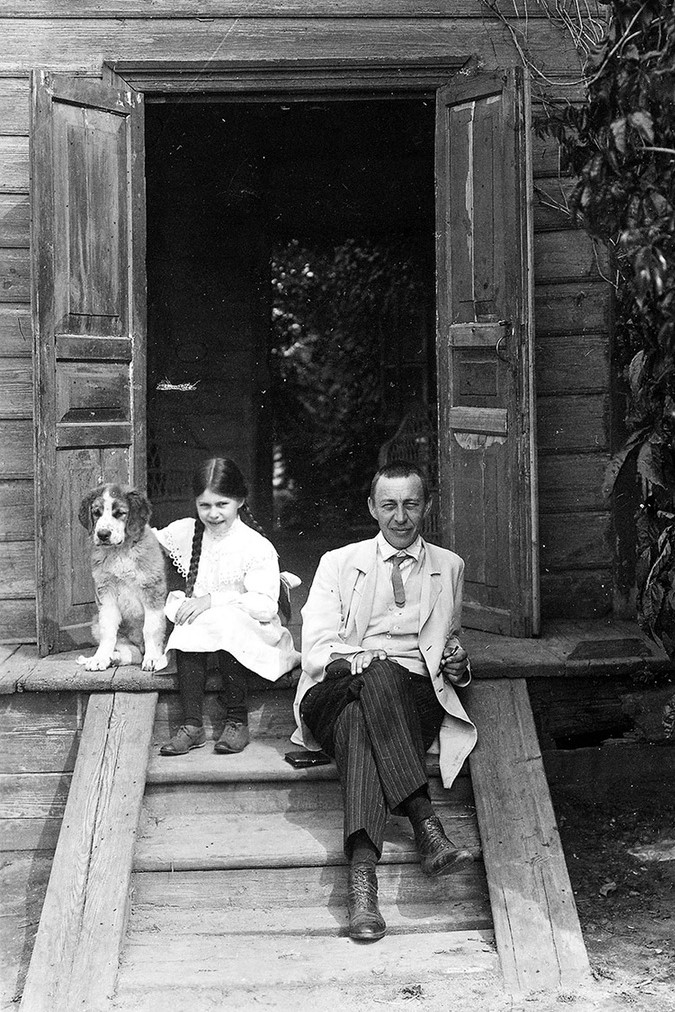
ラフマニノフと長女イリーナ、1913年

この作品の構想は、ラフマニノフの熱烈な女性ファンから匿名で送られてきた一通の手紙に端を発する。そこにはポーの詩のバリモントによるロシア語訳が添えられており、彼女はこの詩が音楽にとって理想的で、特に彼のために作られたようなものだと主張していた。この手紙の送り主はマリヤ・ダニロヴァというモスクワ音楽院でチェロを学ぶ学生であったことが作曲家の没後に明らかになった。
元々ラフマニノフの創作において、少年時代からノヴゴロドやモスクワで耳にしてきた教会の鐘の音は着想の主要な源泉だった。ラフマニノフは当時ロシアで有力な芸術思潮だった象徴主義には懐疑的だったとされるが、人生の四季を鐘になぞらえて描いたこの詩には創作意欲をかき立てられ、4楽章の交響曲に仕立て上げることを思い立った。こうしてローマに滞在中の1913年1月から4月にかけて、スペイン広場の近く、かつてチャイコフスキーが滞在し、創作に励んだのと同じ静かな家で、この作品は呱々の声を上げた。
ラフマニノフは後の1936年に純粋な器楽曲であるイ短調の交響曲を完成させるまではこの作品を「交響曲第3番」と呼んでおり、それまでの2作の交響曲に連なる作品と位置づけていたことが窺われる。ラフマニノフ自身が最も気に入っていた作品だったともいわれる。なお、これと同時期に並行して作曲されたのがピアノソナタ第2番である。
作品はオランダの指揮者ウィレム・メンゲルベルクとアムステルダム・コンセルトヘボウ管弦楽団に献呈された。これはその前年の10月にともにイギリスをツアーし、ピアノ協奏曲第3番を演奏して絶賛されたことに関係すると考えられるが、結局彼らは献呈されたこの作品を演奏することはなかったという。

## 初演
初演は1913年12月13日（当時ロシアで用いられていたユリウス暦では11月30日）、ペテルブルク貴族会館で作曲者自身の指揮、マリインスキー劇場管弦楽団・合唱団により行われた。翌1914年の2月21日（同2月8日）には同じく作曲者の指揮、ボリショイ劇場管弦楽団・合唱団の演奏でモスクワ初演が行われた。いずれも熱狂的な称賛を以て迎えられたが、進歩主義を信奉する芸術家からは「神聖な」象徴主義の詩がチャイコフスキーまがいの「俗悪な」音楽によって表現されたことへの反発も受けたといわれる。

## 編成
声楽
ソプラノ独唱、テノール独唱、バリトン独唱、混声合唱
管弦楽
フルート4（うち1はピッコロ持ち替え）、オーボエ3、コーラングレ、クラリネット3、バスクラリネット、ファゴット2、コントラファゴット、ホルン6、トランペット3、トロンボーン3、チューバ、ティンパニ、鐘4、グロッケンシュピール、トライアングル、タンブリン、スネアドラム、シンバル、バスドラム、タムタム、ピアノ（Pianino=アップライトとの指定がある）、チェレスタ、ハープ、オルガン、弦五部

## 構成
以下に示す4つの楽章により構成され、演奏時間は約37分。ラフマニノフが繰り返し用いたグレゴリオ聖歌の「怒りの日」（ディエス・イレ）の旋律がこの作品においても効果的に使用されている。
第1楽章 アレグロ、マ・ノン・タント
銀の鐘が若さの輝きを歌っている。快活なテノールの独唱が鈴の音にのって疾走するそりの姿を描き出す。
第2楽章 レント
愛と結婚の幸福がソプラノによって甘く美しく歌われる。聖なる婚礼に鳴り響くのは金の鐘である。
第3楽章 ブレスト
激動の騒乱を告げる真鍮の警鐘が鳴り響く。人々の恐怖と憤激を代弁するかのように混声合唱が力強い咆哮を轟かせる。
第4楽章 レント・ルグブレ
鉄の鐘が告げるのは弔いの悲しみである。バリトンの荘重な響きが寂寞たる風景の中に永遠の眠りがもたらす心の平安を歌っている。